# Shenzhen Special Zone Press Tower
| Dieser Artikel wurde auf der Qualitätssicherungsseite des WikiProjekts Planen und Bauen eingetragen. Dies geschieht, um die Qualität der Artikel aus den Themengebieten Bautechnik, Architektur und Planung auf ein akzeptables Niveau zu bringen. Dabei werden Artikel, die nicht maßgeblich verbessert werden können, möglicherweise in die allgemeine Löschdiskussion gegeben. Hilf mit, die inhaltlichen Mängel dieses Artikels zu beseitigen, und beteilige dich an der Diskussion! |

Der Shenzhen Special Zone Press Tower (chinesisch 特区报业大厦, Pinyin Tèqū Bàoyè Dàshà) ist mit 262 Metern und 48 Etagen einer der höheren Wolkenkratzer in Shenzhen. Das Gebäude im Stadtbezirk Futian wurde im Jahr 1998 fertiggestellt.